# The Chant of Jimmie Blacksmith
The Chant of Jimmie Blacksmith è un romanzo di Thomas Keneally del 1972. Il romanzo è stato uno dei finalisti del Booker Prize del 1972.
Il romanzo si basa sulla vita del latitante australiano Jimmy Governor, ed è narrato dal punto di vista di un aborigeno sfruttato che esplode di rabbia. Keneally ha detto che ora non avrebbe la pretesa di scrivere nella voce di un aborigeno, ma scriverebbe la storia dal punto di visto di un personaggio bianco.
Nel 1978 Fred Schepisi ha tratto dal libro l'omonimo film.